# Giacomo Filippo Lacaita
Giacomo Filippo Lacaita (Manduria, 15 ottobre 1813 – Napoli, 4 gennaio 1895) è stato un avvocato, docente e politico italiano.

## Biografia
Lacaita nacque a Manduria, allora in Terra d'Otranto, dopo una giovinezza oscura e triste, durante la quale insegnava ai figli dei ceti signorili, si trasferì presto a Napoli per intraprendere gli studi in Legge. L'importanza della città partenopea la rendeva meta di noti esponenti del mondo politico britannico e statunitense; in quel periodo sorse in Lacaita la passione per la lingua inglese, che studiò insieme al francese.
Divenne successivamente avvocato della Legazione britannica a Napoli e conobbe William Temple e Gladstone, quando quest'ultimo si recò a Napoli per problemi di salute della figlia bambina.
Fu sospettato dalla polizia borbonica di aver fornito informazioni a Lord Gladstone sul malgoverno borbonico, le aspirazioni dei liberali, sul duro trattamento riservato ai prigionieri politici e in qualche modo di essere l'ispiratore delle lettere contro il re di Napoli ed i suoi ministri.  All'inizio del 1851 fu arrestato ma rilasciato dopo una settimana grazie all'intervento del ministro britannico Temple. Successivamente si recò in Inghilterra per trovare capitali per la costruzione delle ferrovie, ma la pubblicazione delle lettere di Gladstone a Lord Aberdeen lo costrinse a non rientrare per evitare l'arresto.
Approdato dapprima ad Edimburgo, sposò Maria Carmichael, che morì un anno dopo; si trasferì poi a Londra, dove si inserì subito negli ambienti dell'alta società, nei circoli letterari e nei salotti politici, facendo importanti conoscenze ed amicizie. Tra il 1853 e il 1856 ha insegnato italiano presso il prestigioso Queens College; ha poi lasciato l'incarico per accompagnare Lord Minto in Italia, dove per la prima volta incontrò Cavour. Segretario privato di Lord Lansdowne dal 1857 al 1873, nel 1858 intraprese un nuovo viaggio, questa volta al fianco di Gladstone, per risolvere la controversia legata alle Isole Ionie: proprio in seguito a questo ruolo, l'anno successivo venne insignito dell'ambito titolo di Cavaliere Commendatore dell'Ordine di San Michele e San Giorgio.
Nel 1860 avvenne qualcosa di molto importante per il futuro italiano: in seguito all'impresa dei Mille garibaldini in Sicilia, Francesco II delle Due Sicilie, vedendo in forte pericolo il suo regno, chiese aiuto a Napoleone III per bloccare l'avanzata verso la Calabria. Entusiasta, l'Imperatore francese cercò la collaborazione inglese nella persona di Lord John Russell, inizialmente favorevole all'iniziativa. Venuto a conoscenza del complotto, Cavour chiese consiglio a Sir James Hudson, diplomatico britannico di stanza a Torino. Fu quest'ultimo a suggerire l'intervento di Lacaita, intimo amico dei coniugi Russell, affinché convincesse il Lord a desistere: fortunatamente, la missione di Lacaita andò a buon fine, costringendo Napoleone III, in conseguenza al rifiuto di Russell, ad abbandonare il piano. Mentre erano in atto le trattative del blocco navale nello Stretto di Messina il governo borbonico offrì al Lacaita il titolo di Marchese ed il posto di ministro a Londra, che vennero entrambi rifiutati.
Tornato in Italia nello stesso 1860, l'anno successivo, benché ormai cittadino britannico dal 1855, fu eletto membro del Parlamento per la città di Bitonto, divenendo senatore nel 1876. Dal trasferimento della capitale italiana da Torino a Firenze si stabilì a Firenze e vi restò anche quando la capitale fu spostata a Roma. Una parte dell'anno la passava in Inghilterra mentre d'inverno villeggiava nella villa di Leucaspide presso Taranto (oggi in territorio di Statte). Nel 1884, la scrittrice Janet Ross col marito Henry furono ospiti di Lacaita a Leucaspide e viaggiarono per tutta la Puglia. La descrizione del viaggio fu poi pubblicata nel libro Land of Manfred prince of Tarentum  (Londra 1899, La Terra di Manfredi, 1978) che lei dedicò a Lacaita.
Si è interessato all'attività di diverse società inglesi operanti in Italia, oltre ad essere direttore della Ferrovia del Sud.  Morì a Posillipo nel 1895.

## La famiglia
Lacaita sposò Maria Clavering Gibson-Carmichael, figlia di Sir Thomas Gibson-Carmichael. Il loro figlio Charles Carmichael Lacaita è stato membro whig del Parlamento e botanico, e ha dato il suo nome a diciannove piante.

## Opere
Autorità indiscussa su Dante, in Inghilterra insegnò Letteratura italiana e Storia, oltre a scrivere articoli su diversi argomenti legati all'Italia. Collaborò col barone George John Warren Vernon alla sua edizione dell'Inferno di Dante Alighieri in 3 volumi (Londra, Tommaso e Guglielmo Boone, 1858-1865) e compilò il catalogo bibliografico in 4 volumi della monumentale biblioteca del duca di Devonshire a Chatsworth (Londra, 1879). Molto importante è la sua edizione del Comentum super Dantis Aldigherij Comoediam, una trascrizione delle lezioni in latino tenute da Benvenuto Rambaldi da Imola nel 1375, in 5 volumi a spese di William Warren Vernon (Firenze, G. Barbera, 1887).